# Borja (Paraguay)
Pour les articles homonymes, voir Borja.
Borja est un des 17 districts du département de Guairá, au Paraguay.

## Géographie
La localité est située dans le sud-ouest du département, à 25 km de Villarrica. Son altitude est de 100 m. Le district s'étend sur 329 km2, sur les deux rives de la rivière Tebicuary. Une partie des terres bordant le cours d'eau sont inondables.

## Histoire
Borja a été fondée en 1778 sous le nom de Yhacanguazú. Elle a pris son nom actuel en mémoire de son bienfaiteur, Mateo Borja. Appartenant d'abord au district de San Salvador, elle a été élevée au rang de district en 1951.

## Population
Selon le recensement de 2002, le district compte 9 222 habitants, dont seulement 298 dans sa partie urbaine.

## Économie
Le territoire de Borja, essentiellement composé de plaines fertiles, est favorable à l'agriculture (coton, manioc, canne à sucre, blé et vigne) et à l'élevage (bovins, ovins, porcins, chevaux).

## Personnalités liées au district
- Andrés Rodríguez Pedotti, auteur du coup d'État de 1989 ;
- Sebelio Peralta Álvarez, évêque de Villarrica, puis de San Lorenzo.